# Faro de La Higuera
El faro de La Higuera, también denominado faro de Matalascañas, es un faro situado en el municipio español en Almonte, en la provincia de Huelva, comunidad autónoma de Andalucía. Se encuentra ubicado en la playa de Matalascañas, dentro del parque nacional de Doñana.
Las instalaciones están gestionadas por la Autoridad Portuaria de Huelva.

## Historia
Fue construido en 1986, y está ubicado entre el faro del Picacho y las luces de enfilación del río Guadalquivir. Su zona de influencia engloba desde las proximidades del Picacho hasta la Torre Zalabar.